# دیه‌گو کانده
دیه‌گو کانده (انگلیسی: Diego Conde؛ زادهٔ ۲۸ اکتبر ۱۹۹۸) بازیکن فوتبال اهل اسپانیا است.
از باشگاه‌هایی که در آن بازی کرده‌است می‌توان به باشگاه فوتبال لگانس و باشگاه فوتبال اتلتیکو مادرید بی اشاره کرد.
وی همچنین در تیم ملی فوتبال زیر ۱۹ سال اسپانیا بازی کرده‌است.